# Калкариола (Ријети)
Калкариола је насеље у Италији у округу Ријети, региону Лацио.
Према процени из 2011. у насељу је живело 57 становника. Насеље се налази на надморској висини од 745 м.